# RC Praga Praha
RC Praga Praha je český ragbyový klub, založený v roce 1944 jako tým Radostně Vpřed. Klubové barvy jsou žlutá a černá. Předsedou klubu je Miroslav Fuchs.

## Bývalé názvy
- Radostně Vpřed (1944)
- LTC Praha (1945-1948)
- TJ Textilia Praha (1949-1950)
- TJ Sokol Autopraga (1951-1952)
- TJ Spartak AZKG Praha (1953-1967)
- TJ Praga (1968-2005)
- RC Praga Praha (2006-doposud)

## Úspěchy týmu
Mistrovství Československa v ragby
- 1. místo - (13 x) 1947/1948, 1954/1955, 1959/1960, 1961/1962, 1962/1963, 1965/1966, 1981/1982, 1982/1983, 1983/1984, 1985/1986, 1986/1987, 1987/1988, 1991/1992
- 2. místo - (14 x) 1948/1949, 150/1951, 1951/1952, 1952/1953, 1955/1956, 1956/1957, 1957/1958, 1960/1961, 1963/1964, 1970/1971, 1977/1978, 1980/1981, 1984/1985, 1989/1990
- 3. místo - (4 x) 1949/1950, 1953/1954, 1978/1979, 1990/1991

Česká KB Extraliga
- 1. místo - (3 x) 2001/2002, 2013/2014, 2014/2015
- 2. místo - (4 x) 1993/1994, 1997/1998, 2000/2001, 2012/2013
- 3. místo - (2 x) 2015/2016, 2016/2017

## Kontakty
Sídlí na adrese U Rokytky, Praha 9-Vysočany.